# Gamli'el Starší
Gamli'el Starší (hebrejsky גמליאל הזקן‎, Gamli'el ha-Zaken) nebo Gamali'el I. (také Gamaliel Starší nebo Gamaliel I.) byl židovský učenec, tanaita, předseda sanhedrinu, čili židovského nejvyššího soudu, jedna z největších rabínských autorit první poloviny prvního století po Kr. V Mišně má jakožto hlava sanhedrinu titul raban.

## Působení
Měl živý zájem o potřeby své doby a neváhal odvážně jednat, aby je pomohl splnit. Řídil se například zásadou, že zákon musí vést ke zlepšení světa a napomáhat obecnému dobru. Byl zastáncem realistického zmírnění přikázání týkajících se šabatu, větší ochrany žen před rozvodem a tolerantního přístupu k pohanům. Křesťané ztotožňují Gamli'ela Staršího s Gamalielem, jehož zmiňuje Nový zákon jako učitele apoštola Pavla. Když Židé začali pronásledovat apoštoly vzmáhající se křesťanství, Gamli'el se postavil na jejich obranu s přesvědčením, že když jejich hnutí pochází z lidí, samo se rozpadne, ale pokud z Boha, nelze jej rozehnat (Sk 5,34-42). Raně křesťanská tradice se i proto – zcela nepodloženě – domnívala, že se Gamli'el později nechal pokřtít, zůstal však členem Sanhedrinu, aby mohl hájit křesťany, a považovala ho za světce.[zdroj⁠?!]
Podle tradice zemřel v roce 63.